# فرانسيسكا راميريز
فرانسيسكا راميريز (بالإسبانية: Francisca Ramírez)‏ هي فلاحة نيكاراغوية، ولدت في 1977 في نيكاراغوا.